# Nihei Tsubasa
Nihei Tsubasa (二瓶 翼 Nihei Tsubasa, sinh ngày 10 tháng 9 năm 1994) là một cầu thủ bóng đá người Nhật Bản.

## Sự nghiệp thi đấu
Nihei Tsubasa thi đấu cho câu lạc bộ tại J2 League; Mito HollyHock từ năm 2013 đến năm 2014.

## Thống kê câu lạc bộ
Cập nhật đến ngày 20 tháng 2 năm 2017.
| Thành tích câu lạc bộ | Thành tích câu lạc bộ   | Thành tích câu lạc bộ | Giải vô địch | Giải vô địch | Cúp                   | Cúp                   | Tổng cộng | Tổng cộng |
| Mùa giải              | Câu lạc bộ              | Giải vô địch          | Số trận      | Bàn thắng    | Số trận               | Bàn thắng             | Số trận   | Bàn thắng |
| Nhật Bản              | Nhật Bản                | Nhật Bản              | Giải vô địch | Giải vô địch | Cúp Hoàng đế Nhật Bản | Cúp Hoàng đế Nhật Bản | Tổng cộng | Tổng cộng |
| --------------------- | ----------------------- | --------------------- | ------------ | ------------ | --------------------- | --------------------- | --------- | --------- |
| 2013                  | Mito HollyHock          | J2 League             | 4            | 0            | -                     | -                     | 4         | 0         |
| 2014                  | Mito HollyHock          | J2 League             | 1            | 0            | -                     | -                     | 1         | 0         |
| 2014                  | J.League U-22 Selection | J3 League             | 3            | 0            | -                     | -                     | 3         | 0         |
| 2015                  | Vonds Ichihara          | JRL (Kanto, Div. 1)   | 12           | 5            | -                     | -                     | 12        | 5         |
| 2016                  | Vonds Ichihara          | JRL (Kanto, Div. 1)   | 18           | 10           | 1                     | 1                     | 19        | 11        |
| Tổng cộng sự nghiệp   | Tổng cộng sự nghiệp     | Tổng cộng sự nghiệp   | 38           | 15           | 1                     | 1                     | 39        | 16        |